# 御開
御開（おひらき）は福岡県北九州市八幡西区の地名。御開一丁目から五丁目の町がある。住居表示実施済み。郵便番号は807-0806。

## 地理
八幡西区の北部に位置し、南に本城、西に大字本城と接し、江川を挟んで北から東に若松区と接する。

### 河川
- 一級河川 江川

### 湖沼
- 金付免池

## 地域の特徴
一丁目を除き平坦な地形である。北東縁に沿って江川が流れ、南東縁に沿ってJR九州筑豊本線若松線が走る。町域の中央を北東から南西に国道199号（本城バイパス）が走り、一丁目・三丁目と四丁目を分断する。その東側を国道199号（旧道）が走り、一丁目・三丁目と二丁目を分断する。最西端を福岡県道278号払川折尾線が走り、国道199号（本城バイパス）と交差する。一丁目・三丁目は住宅地、二丁目は準工業地域で太陽光発電施設が広がっている。四丁目は北東側・南西側と二分したとき、南西側は黒崎播磨陸上競技場 in HONJO（本城陸上競技場）や本城球場を含む運動公園となっており、北東側は住宅地である。五丁目は本城浄水場が大半を占め、江川沿いに住宅地、南部に水田がある。

一丁目に八幡神社，西応寺、二丁目にダイレックス 本城店，西部皇后崎浄化センター東中島ポンプ場、三丁目に業務スーパー 八幡本城店，八幡自動車学校、四丁目に本城公園，ゆめマート 本城、五丁目に御開公民館，北九州上下水道局本城浄水場がある。

## 歴史
1745年（延享2年）から1750年（寛延3年）の間に新田を開墾し、その後村落を築いたことから御開と呼ぶようになった。バス停の相坂，碇地，東中島はかつての字名である。

### 沿革
- 1996年（平成8年）6月1日 - 御開一丁目 - 三丁目新設[5][6]。
- 1998年（平成10年）6月1日 - 御開四丁目 - 五丁目新設[7][8]。

### 町名の変遷
| 実施内容          | 実施年月日               | 実施後     | 実施前         |
| ----------------- | ------------------------ | ---------- | -------------- |
| 町名新設 住居表示 | 1996年（平成8年）6月1日  | 御開一丁目 | 大字本城の一部 |
| 町名新設 住居表示 | 1996年（平成8年）6月1日  | 御開二丁目 | 大字本城の一部 |
| 町名新設 住居表示 | 1996年（平成8年）6月1日  | 御開三丁目 | 大字本城の一部 |
| 町名新設 住居表示 | 1998年（平成10年）6月1日 | 御開四丁目 | 大字本城の一部 |
| 町名新設 住居表示 | 1998年（平成10年）6月1日 | 御開五丁目 | 大字本城の一部 |

## 世帯数と人口
2025年（令和7年）3月31日現在（北九州市発表）の世帯数と人口は以下の通りである。
| 町         | 世帯数    | 人口    |
| ---------- | --------- | ------- |
| 御開一丁目 | 492世帯   | 890人   |
| 御開二丁目 | 165世帯   | 270人   |
| 御開三丁目 | 843世帯   | 1,616人 |
| 御開四丁目 | 402世帯   | 772人   |
| 御開五丁目 | 64世帯    | 124人   |
| 計         | 1,966世帯 | 3,672人 |

### 人口の変遷
国勢調査による人口の推移。
| 1995年（平成7年）  | - 人    | [ 9 ]  |  |
| 2000年（平成12年） | 3,840人 | [ 10 ] |  |
| 2005年（平成17年） | 3,794人 | [ 11 ] |  |
| 2010年（平成22年） | 3,641人 | [ 12 ] |  |
| 2015年（平成27年） | 3,819人 | [ 13 ] |  |
| 2020年（令和2年）  | 3,937人 | [ 14 ] |  |

### 世帯数の変遷
国勢調査による世帯数の推移。
| 1995年（平成7年）  | - 世帯    | [ 9 ]  |  |
| 2000年（平成12年） | 1,334世帯 | [ 10 ] |  |
| 2005年（平成17年） | 1,370世帯 | [ 11 ] |  |
| 2010年（平成22年） | 1,412世帯 | [ 12 ] |  |
| 2015年（平成27年） | 1,585世帯 | [ 13 ] |  |
| 2020年（令和2年）  | 1,780世帯 | [ 14 ] |  |

## 学区
市立小・中学校に通う場合、学区は以下の通りとなる。
| 丁目       | 街区 | 小学校               | 中学校               |
| ---------- | ---- | -------------------- | -------------------- |
| 御開一丁目 | 全域 | 北九州市立本城小学校 | 北九州市立本城中学校 |
| 御開二丁目 | 全域 | 北九州市立本城小学校 | 北九州市立本城中学校 |
| 御開三丁目 | 全域 | 北九州市立本城小学校 | 北九州市立本城中学校 |
| 御開四丁目 | 全域 | 北九州市立本城小学校 | 北九州市立本城中学校 |
| 御開五丁目 | 全域 | 北九州市立本城小学校 | 北九州市立本城中学校 |

## 交通

### バス
域内のバス停と系統は以下のとおりである。

お買い物バスは住宅地とスーパーマーケットを結ぶ、10人乗りのワゴン車で運行されるバス路線である。
| 運行事業者 | 運行事業者       | 北九州市交通局 | 北九州市交通局 | 北九州市交通局 | 北九州市交通局 | 北九州市交通局 | 北九州市交通局 |
| 系統       | 系統             | 14             | 36             | 51             | 54             | 55             | お買い物バス   |
| 停留所     | 相坂             |                | ○              |                |                |                |                |
| 停留所     | 本城陸上競技場前 |                | ○              |                |                |                |                |
| 停留所     | 御開             |                | ○              |                |                |                | ○              |
| 停留所     | 碇地             |                |                | ○              | ○              | ○              |                |
| 停留所     | 東中島           | ○              |                | ○              | ○              | ○              | ○              |

### 道路
- 国道199号
- 国道199号（本城バイパス）
- 県道278号払川折尾線

## 施設

### 役所・公的機関
- 北九州上下水道局本城浄水場
- 西部皇后崎浄化センター東中島ポンプ場

### 公共施設
- 御開公民館

### 教育施設
- 八幡自動車学校

### 商業施設
- 業務スーパー 八幡本城店
- ダイレックス 本城店
- ゆめマート 本城

### 寺社
- 八幡神社
- 浄雲山西応寺

### 公園
- 本城公園
  - 黒崎播磨陸上競技場 in HONJO（本城陸上競技場）
  - 本城球場
  - 本城運動場
- 御開三丁目公園
- 中島公園
- 浜公園
- 本城御開ふれあい公園
- もえぎの公園